# Wiktoria Malicka
Wiktoria Malicka (ur. 1984) – antropolog kultury, specjalista w zakresie ochrony polskiego dziedzictwa kulturowego za granicą. Doktor nauk o kulturze. Pełnomocnik Zakładu Narodowego im. Ossolińskich ds. Współpracy z Zagranicą, sekretarz Stowarzyszenia Forum Współpracy i Dialogu Polska-Litwa, członek Rady Fundacji Przyszłość dla Ukrainy UA Future. W 2022 r. uhonorowana odznaką "Zasłużony dla Kultury Polskiej", w 2024 r. Brązowym Krzyżem Zasługi.

## Życiorys
Ukończyła Liceum Ogólnokształcące im. Marszałka Stanisława Małachowskiego w Płocku. W 2003 r. rozpoczęła studia na kierunku etnologia i antropologia kulturowa na Uniwersytecie Wrocławskim. W 2009 r. pod kierunkiem prof. dr hab. Bożeny Płonki-Syroki obroniła pracę magisterską pt. „Wrocław w Polskiej Kronice Filmowej. Nowe miasto i jego nowi mieszkańcy w propagandzie państwowej, 1945-1970", wydaną w 2012 r. pod tym samym tytułem. W 2021 r. doktoryzowała się u dr. hab., prof. UWr Eugeniusza Kłoska na podstawie pracy Przestrzenie tożsamości współczesnego Lwowa. Miasto w świadomości mieszkańców nagrodzonej wyróżnieniem przez Radę Wydziału Nauk Historycznych i Pedagogicznych Uniwersytetu Wrocławskiego.
Jest córką historyka Jana Malickiego.
W latach 2010–2020 mieszkała we Lwowie.

## Praca zawodowa
Od 2009 r. zatrudniona w Zakładzie Narodowym im. Ossolińskich, od 2010 r. na stanowisku Pełnomocnika Ossolineum we Lwowie jako specjalista ds. ochrony i promocji zbiorów ossolińskich pozostałych po II wojnie światowej we Lwowie, od 2021 r. jako Pełnomocnik ZNiO ds. Współpracy z Zagranicą.
Organizator Spotkań Ossolińskich, koordynator projektów digitalizacyjnych, m.in. przedwojennych kolekcji ossolińskich rękopisów i prasy polskiej z lat 1801–1939, oraz innych projektów z zakresu ochrony polskiego dziedzictwa kulturowego znajdującego się obecnie poza granicami kraju.
Współpracowała m.in. z Narodowym Instytutem Polskiego Dziedzictwa Kulturowego za Granicą „Polonika”, Fundacją Dziedzictwa Narodowego, Lwowską Narodową Naukową Biblioteką Ukrainy im. Wasyla Stefanyka, Forum Współpracy i Dialogu Polska-Litwa, Lwowską Galerią Sztuki im. B.G. Woźnickiego, Muzeum Historycznym we Lwowie, Muzeum Etnografii i Przemysłu Artystycznego, Kurierem Galicyjskim.
Członiki Polskiego Towarzystwa Ludoznawczego
Asystentka reżysera przy filmie dokumentalnym Osso moje Osso Jana Strękowskiego (2013), współpracownik reżysera Krzysztofa Kunerta przy filmie Ossolińczycy - 200 lat historii (2018), konsultant historyczny serialu Erynie (2021-2022), osadzonym w przedwojennym Lwowie.